# Ivan il Terribile (film)
Ivan il Terribile (in russo Иван Грозный?, Ivan Groznyj) è un film del 1944 diretto da Sergej Michajlovič Ėjzenštejn.
Si tratta di un film biografico sullo zar Ivan IV.

## Trama
Nel 1547 Ivan IV viene incoronato zar e promette fin dall'inizio di unificare tutta la Russia sotto un'unica bandiera. I suoi progetti sono ostacolati dalla zia che avvelena la zarina e dai boiardi, che vorrebbero vedere sul trono il figlio della zia di Ivan, un inetto di nome Vladimir, incapace di governare e facile da controllare.

## Produzione
Il progetto originale prevedeva tre film sulla vita di Ivan IV di Russia: il primo venne realizzato e distribuito, il secondo (dal titolo La congiura dei Boiardi) venne girato nel 1946, ma fu bloccato dalle autorità e distribuito solo nel 1958 (dieci anni dopo la morte del regista). Il terzo film, iniziato nel 1947, non venne mai completato per via della morte del regista, ma ne furono girate solo poche sequenze.

## Accoglienza

### Critica
È stato scritto che la prima parte di Ivan il Terribile può apparire inferiore al Nevskij, ma, «con la seconda, costituisce qualcosa di insuperabile». Nel 1946 Stalin ne vietò la rappresentazione in quanto Ėjzenštejn avrebbe «misconosciuto il carattere "progressista" degli opričniki, la guardia poliziesca nera di cui si circondava lo zar».
Aldo Grasso ha sottolineato l'aspetto umano di Ivan, un po' Stalin, un po' Amleto, un archetipo. «Siamo sicuri che il film farebbe la felicità di uno psicanalista».

## Curiosità
- L'attore e regista Charlie Chaplin nella sua autobiografia lo ha definito il migliore film storico che avesse mai visto.[3]
- Vsevolod Pudovkin, che qui interpreta il mendicante fanatico Nikola, è stato anche un importante regista russo, che ha sviluppato fondamentali teorie sul montaggio.
- Nonostante il giudizio positivo espresso da Chaplin, il film venne incluso nella lista dei cinquanta peggiori film di tutti i tempi, stilata nel 1978 da Harry Medved, Andy Dreyfuss e Michael Medved.
- Orson Welles diceva di non aver mai visto un film di Ejzenštein, poi precisava di averne visto uno solo, Ivan il terribile, quello che aveva «attaccato violentemente ( [...] ) in un giornale americano. (...). Mi mandò una lunghissima lettera. Gli risposi. E lui anche. (...) Poi per anni ci siamo scambiati lettere sull'estetica del cinema».[4]